# براد فيليبس
براد فيليبس (بالإنجليزية: Brad Phillips)‏ (25 ديسمبر 1987 بجوهانسبرغ في جنوب أفريقيا - ) هو لاعب كرة قدم جنوب أفريقي في مركز الدفاع. لعب مع بيدفيست ويتس.